# Caccia d'Asciano

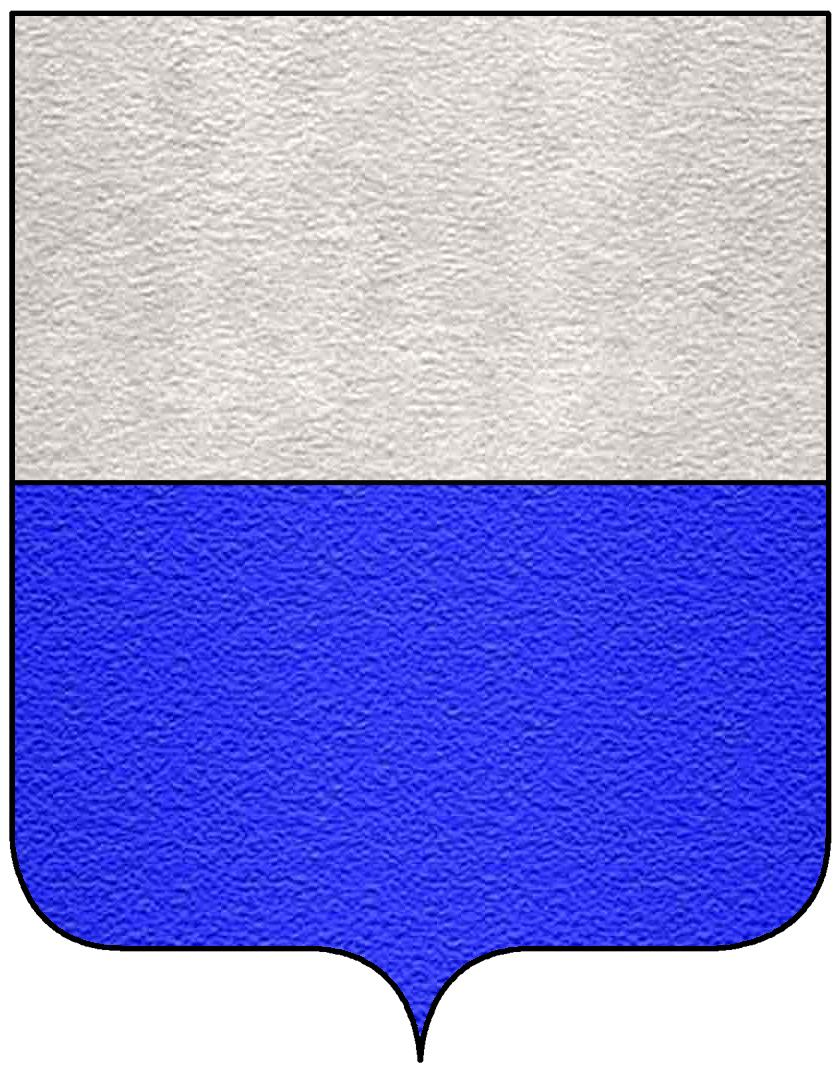
Stemma dei Cacciaconti.

Caccia d'Asciano, abbreviazione di Caccianemico di messer Trovato degli Scialenghi (Asciano, ... – ...; fl. XII secolo), fu un personaggio storico di Siena del Duecento, citato da Dante Alighieri in un passo dell'Inferno (XXIX 131).

## Biografia
Si ritiene appartenesse alla famiglia senese dei Cacciaconti. Viene citato a proposito dei vani senesi da Capocchio, un alchimista che nella decima Malebolgia è condannato a soffrire la lebbra. Lo stile dell'episodio è comico-popolare con Dante e Capocchio che, dopo una novella amara del dannato Griffolino d'Arezzo, stanno parlando dei senesi e Capocchio ha iniziato un'ironica lista di personaggi della cosiddetta brigata spendereccia che fecero "oculate" spese.
Egli viene citato come colui che disperse la vigna e la gran fronda, cioè che sperperò tutti i suoi averi comprese le vigne e i poderi (fonda sta per terreni arati, a differenza delle vigne) che la sua famiglia possedeva nei pressi di Asciano, nell'area senese.